# Male Orihove, Ratne
Male Orihove (în ucraineană Мале Оріхове) este un sat în comuna Samarî-Orihovi din raionul Ratne, regiunea Volînia, Ucraina.

## Demografie
Componența lingvistică a localității Male Orihove
     Ucraineană (100%)
Conform recensământului din 2001, toată populația localității Male Orihove era vorbitoare de ucraineană (100%).